# Svetovno prvenstvo v nogometu 2018 – Finale
Finale svetovnega prvenstva v nogometu, ki se je leta 2018 odvijalo v Rusiji pod organizacijo Svetovne nogometne zveze (Federation International Football Agency, FIFA). Finale je potekal v Moskvi na stadionu Lužniki, sodil pa ji je priznani sodnik FIFE. Za naslov svetovnega prvaka sta se borili Francija in Hrvaška. Zmagovalec tekme je bila Francija, ki je Hrvaško premagala z rezultatom 4:2. Francija je tako dobila drugi naslov svetovnega prvaka.